# General Roca megye (Córdoba)
General Roca egy megye Argentína Córdoba tartományában. A megye székhelye Villa Huidobro.

## Települések
A megye a következő nagyobb településekből (Localidades) áll:
- Buchardo
- Del Campillo
- Huinca Renancó
- Italó
- Jovita
- Mattaldi
- Villa Huidobro
- Villa Valeria

Kisebb települései (Parajes):